# Tótsók
Tótsók (szlovákul Šalgovce) község Szlovákiában, a Nyitrai kerület Nagytapolcsányi járásában.

## Fekvése
Pöstyéntől 10 km-re délkeletre található.

## Története
A települést 1156-ban Seka alakban említik először. Később Swk vagy Swk Sclauorum néven szerepel a korabeli forrásokban. A 13.–15. században a nyitrai váruradalom része. 1434-ben a helyi nemes Sooky család, részben pedig a Csery és Sándor családok birtoka. 1526-ban Wyffalwssy Mátyás 110 régi jó magyar pénzért eladja Felsewsook és Felsewattrak birtokait Marsoffalwa-i Marowczky Györgynek. 1598-ban elpusztította a török. 
1715-ben 30, 1720-ban 39 háztartása volt. Lakói mezőgazdasággal, szövéssel foglalkoztak.
Vályi András szerint SOK. Magyar, és Tót Sok. Két elegyes faluk Nyitra Várm. földes Uraik B. Hellenbach, és több Uraságok, lakosaik katolikusok, ’s más félék is, fekszik egygyik Ardóczhoz nem meszsze, mellynek filiája; másik tót Dióshoz nem meszsze; határjok középszerű, vagyonnyaik külömbfélék.
Fényes Elek szerint Sók, (Tót), (Salgovicz), tót falu, Nyitra vgyében, Radosnyához délre 1 órányira, 477 kath., 52 zsidó lak. Bortermesztés; synagoga. F. u. többen. Ut. p. Nyitra.
Nyitra vármegye monográfiája szerint Tót-Sók, Tót-Dióstól északra, ettől alig egy kilométernyire, 420 r. kath. vallásu tót és kevés német ajku lakossal. Postája Felső-Attrak, táviró- és vasúti állomása Pöstyén. A községben egy régi nemesi kúria van, mely a Csery-család ősi fészke volt. Ez a birtokkal együtt a slavniczai Sándor-családra szállott, kiktől Sulkovszky Sándor herceg tulajdonába ment át. A község 1275-ben „Suuk” néven, mint nyitrai várbirtok van feljegyezve.
A trianoni békeszerződésig Nyitra vármegye Galgóci járásához tartozott. A háború után lakói főként a nagybirtokokon dolgoztak, melyeket 1945 után felparcelláztak.

## Népessége
| Év:            | 1994. | 2004.   | 2014.   | 2024.   |
| -------------- | ----- | ------- | ------- | ------- |
| Emberek száma: | 515   | 514     | 516     | 470     |
| Eltérés:       |       | -0,19 % | +0,38 % | -8,91 % |

| Év:            | 2023. | 2024.   |
| -------------- | ----- | ------- |
| Emberek száma: | 483   | 470     |
| Eltérés:       |       | -2,69 % |

1910-ben 530, túlnyomórészt szlovák lakosa volt.
2001-ben 534 lakosából 532 szlovák volt.
2011-ben 503 lakosából 485 szlovák.

## Neves személyek
- Itt hunyt el 1808-ban Fejér-Pataky Gábor katolikus pap.

## Nevezetességei
- Kastélya 1760-ban épült barokk-klasszicista stílusban, 1871-ben átépítették.
- Az egykori nagybirtok intézői épülete 1775-ben épült, 1862-ben renoválták.
- Sírbolt a 19. század elejéről.

## Külső hivatkozások
- Hivatalos oldal
- E-obce.sk Archiválva 2008. december 16-i dátummal a Wayback Machine-ben
- Községinfó
- Tótsók Szlovákia térképén